# Schwartz Károly
Schwartz Károly (19. század) Kossuth Lajos szakácsa, amerikai szabadságharcos.

## Élete
Kossuth Lajos környezetének szakácsa volt Kiutahiában. Ő is a többi számos 1848-49-es száműzött szabadságharcossal a „Mississippi” nevű hajóval kelt át az Atlanti-óceánon, s 1851 november 9-én érkezett meg New York-ba. Részt vett az amerikai polgárháborúban kapitányi rangban.